# Polyosma longipes
Polyosma longipes är en tvåhjärtbladig växtart som beskrevs av Sijfert Hendrik Koorders och Valet. Polyosma longipes ingår i släktet Polyosma och familjen Escalloniaceae. Inga underarter finns listade i Catalogue of Life.